# Microregiunea Dumbrava Narciselor

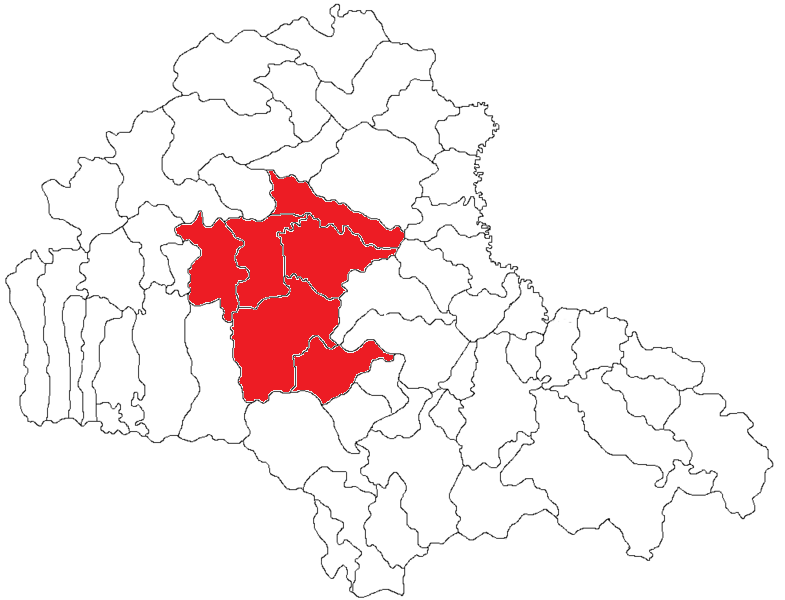
Microregiunea Dumbrava Narciselor in cadrul judetului Brasov

Microregiunea Dumbrava Narciselor este una dintre cele șapte microregiuni de dezvoltare ale județului Brașov, constituind partea de est a zonei istorice Țara Făgărașului. Cuprinde comunele Comăna, Mândra, Părău, Șercaia, Șinca și Șinca Nouă.

## Așezare
Microregiunea Dumbrava Narciselor este situată în partea centrală a județului Brașov. Ca unități geografice distingem versanții vestici ai Munților Perșani, estul depresiunii Făgăraș, valea Oltului și sud-estul Podișului Hârtibaci. 

## Date geografice
Microregiunea are o suprafață de 636,17 kmp și o populație de 16003 locuitori, rezultând o densitate de 25,15 loc/kmp. Populația este 100% rurală.

## Galerie de imagini

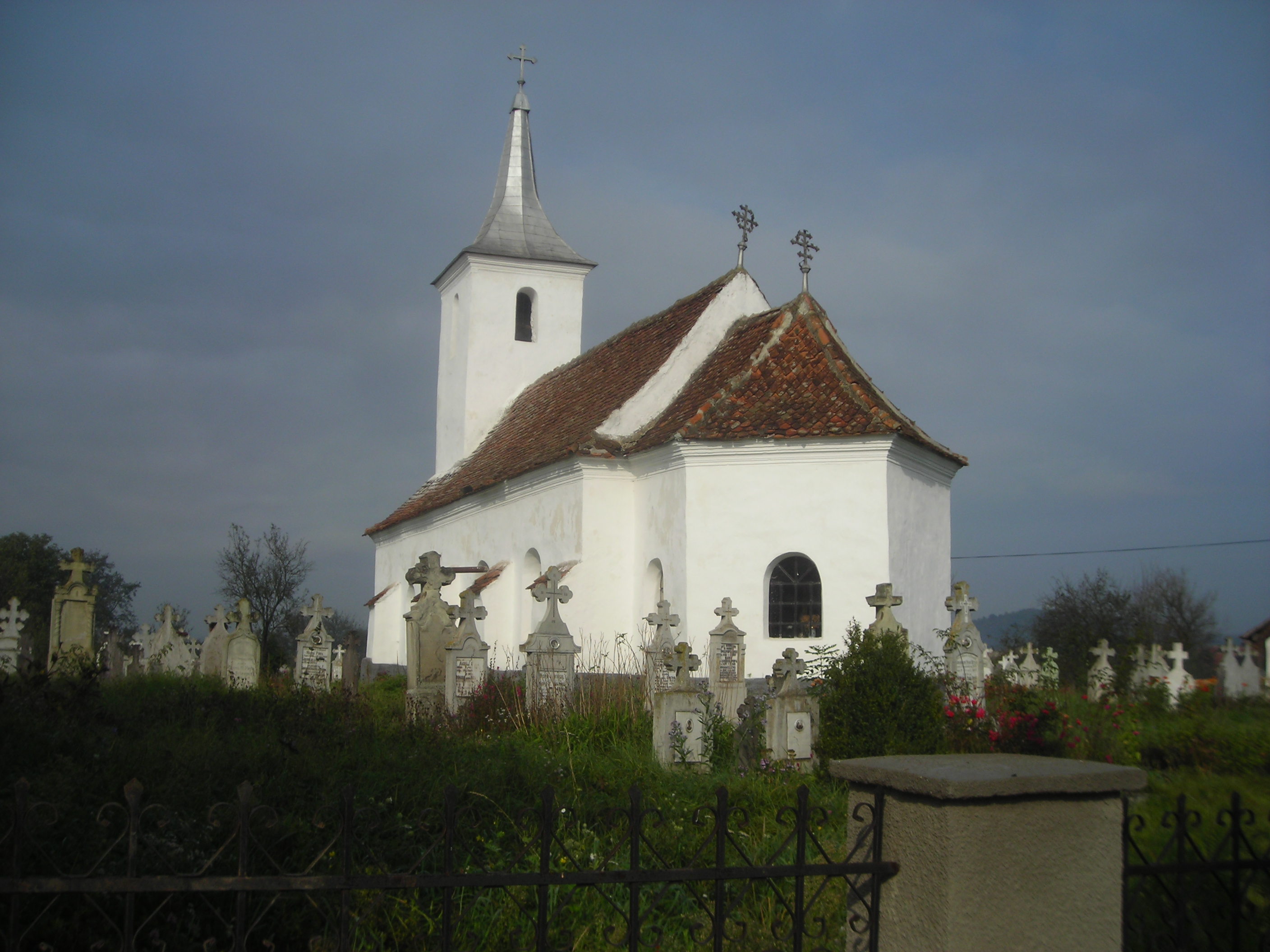
Biserica greco-catolică din Comana de Jos
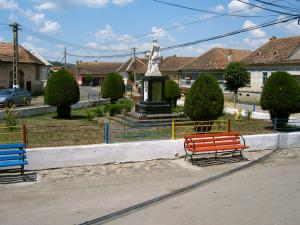
Centrul satului Comăna de Jos cu monumentul eroilor
Comăna de Sus (vedere spre Ţara Făgăraşului)
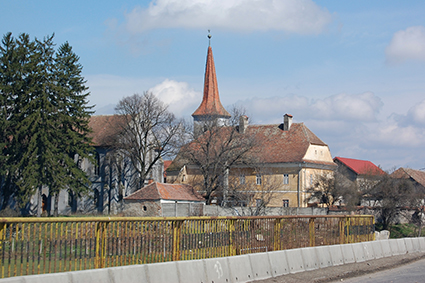
Biserica fortificată și clădirea cu două nivele, datând din anii 1776 - 1777, văzute de pe podul șoselei DN1, care traversează râul Șinca, la intrarea în Șercaia
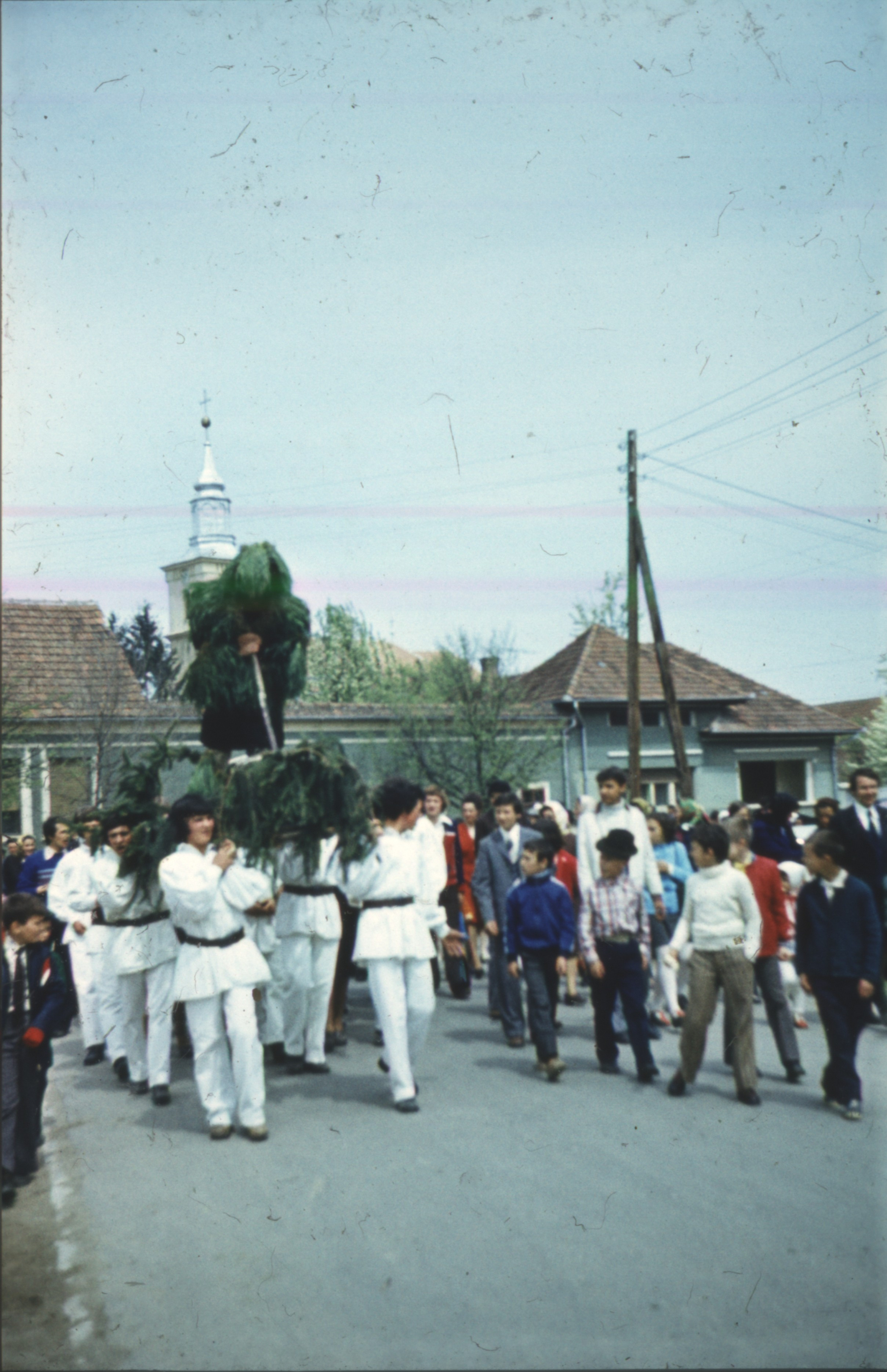
Plugarul, Vad, comuna Şercaia, Braşov